# Евпаторийская мужская гимназия
Евпаторийская мужская гимназия (впоследствии школа № 1 им. М. Горького, школа № 3, школа № 4, гимназия № 4 им. И. Сельвинского) — одно из старейших средних учебных заведений Евпатории, памятник градостроительства и архитектуры регионального значения РФ. Памятник культурного наследия Украины. 

## История
Историю школы принято начинать с 1869 года, когда при уездном училище был открыт дополнительный курс женской прогимназии. Но долгое время это была самостоятельная школа, объединённая с современной гимназией им. И. Сельвинского в 1977 году.
Мужская прогимназия была открыта 14 сентября 1876 года и, за отсутствием собственного здания, арендовала помещения у частных лиц: такое положение сохранялось до 1898 года. Учебное заведение гимназического уровня было в то время единственным на весь Евпаторийский уезд. Начиналась прогимназия с 74 учащихся в трёх первых и одном подготовительном классе. Почётным попечителем прогимназии до своей смерти был купец II гильдии, потомственный почётный гражданин Евпатории, Эзра Исаакович Дуван.
24 марта 1892 года Евпаторийская городская дума приняла решение выделить  20 тысяч рублей и участок на берегу моря для строительства гимназии (позже там возвели здание женской гимназии). 15 сентября 1893 года почётный попечитель гимназии Э. И. Дуван пожертвовал на это  3 тысячи рублей, а 28 сентября того же года по его настоянию Земское собрание уезда выделило в строительный фонд еще 8 тысяч. Строительство всё не начиналось, пока 21 марта 1895 года общественное самоуправление не  решило увеличить за городской счёт сумму до 51000 рублей. Исполнение поручили городскому архитектору Евпатории  Адаму Людвиговичу Генриху. Был сделан проект и составлена смета: на главный корпус —  44089 рублей для флигеля на 2 квартиры для служащих и подсобные помещения — 5417,43 рублей. 15 июня 1895 года образованная городской думой комиссия посчитала недостаточной площадь выделенной для гимназии территории и за учебным заведением был закреплён другой участок, ближе к морю, площадью 2062,5 квадратных саженей. Менее чем за месяц Генрихом был подготовлен проект. 28 апреля 1896 года подряд на строительство за 39 580 рублей получил севастопольский купец Ананий Савельевич Пасхалиди (крупный евпаторийский домовладелец). Здание главного корпуса было закончено и принято строительная комиссией  21 июля 1897 года. 28 июля  учебное заведение начинает перебираться в новый корпус. Подсобные служебные помещения доделали к апрелю 1898 года.

## Здание
Гимназия представляла собой комплекс зданий в одном стиле. Главный корпус, обращённый окнами на море, двухэтажный, с двумя  выступающими по краям фасад симметричными ризалитами и  различающиеся пластикой обработки стен этажами. На северной стороне главного корпуса находился актовый зал — большое прямоугольное помещение, разделённое на три части двумя четырёхколонными  рядами. Там же построены два флигеля — один из которых,  стилизованный под древнерусскую архитектуру терем с крытым крыльцом на углу, предназначался для инспектора гимназии.  Все помещения комплекса отапливались голландскими печами.
В 1883 году в прогимназии было введено обязательное изучение немецкого языка с первого класса. Инспектором на 1896 год значился статский советник Митрофан Андреевич Казиминский. Закон божий преподавал настоятель Свято-Николаевского собора протоиерей Яков Чепурин. Изучались русский, немецкий, французский и древние языки, математика, история и география (вёл один преподаватель), рисование и чистописание (также один преподаватель), пение, закон божий для караимов (занятия вёл старший газзан евпаторийской кенассы). Отдельно имелся учитель подготовительного класса.

После окончания строительства общественность подняла перед попечителем Одесского учебного округа вопрос преобразования четырехклассной прогимназии в полную гимназию, или хотя бы в шестиклассную. 18 сентября 1900 года прогимназия была преобразована в шестиклассную, а 3 августа 1903 года — в полную гимназию. Средства на связанные с преобразованием дополнительные расходы выделила Евпаторийская городская дума. Последним инспектором прогимназии в 1900 году был Александр Григорьевич Богданович. Плата за обучение составляла 50 рублей.

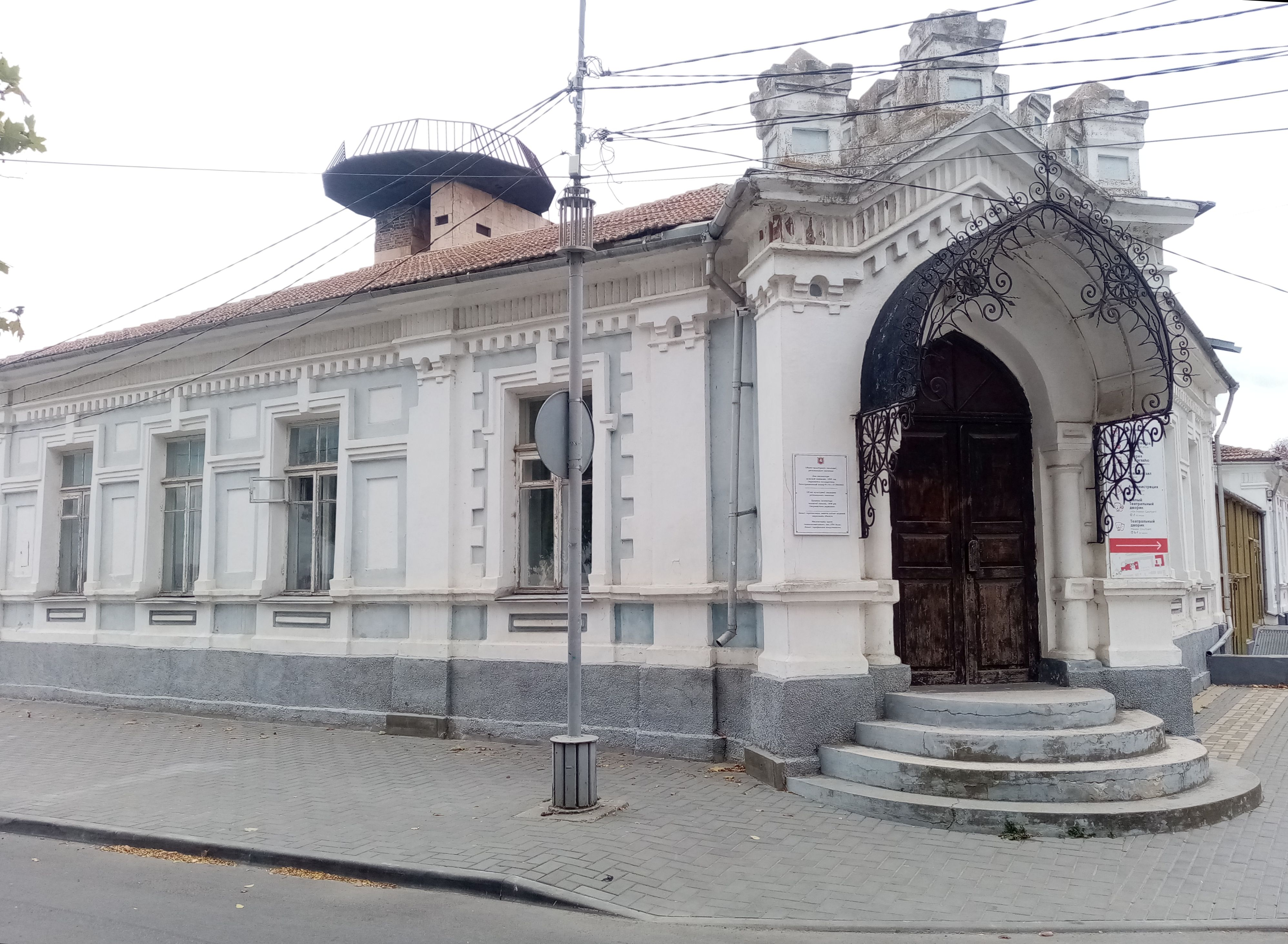
Дом инспектора гимназии.
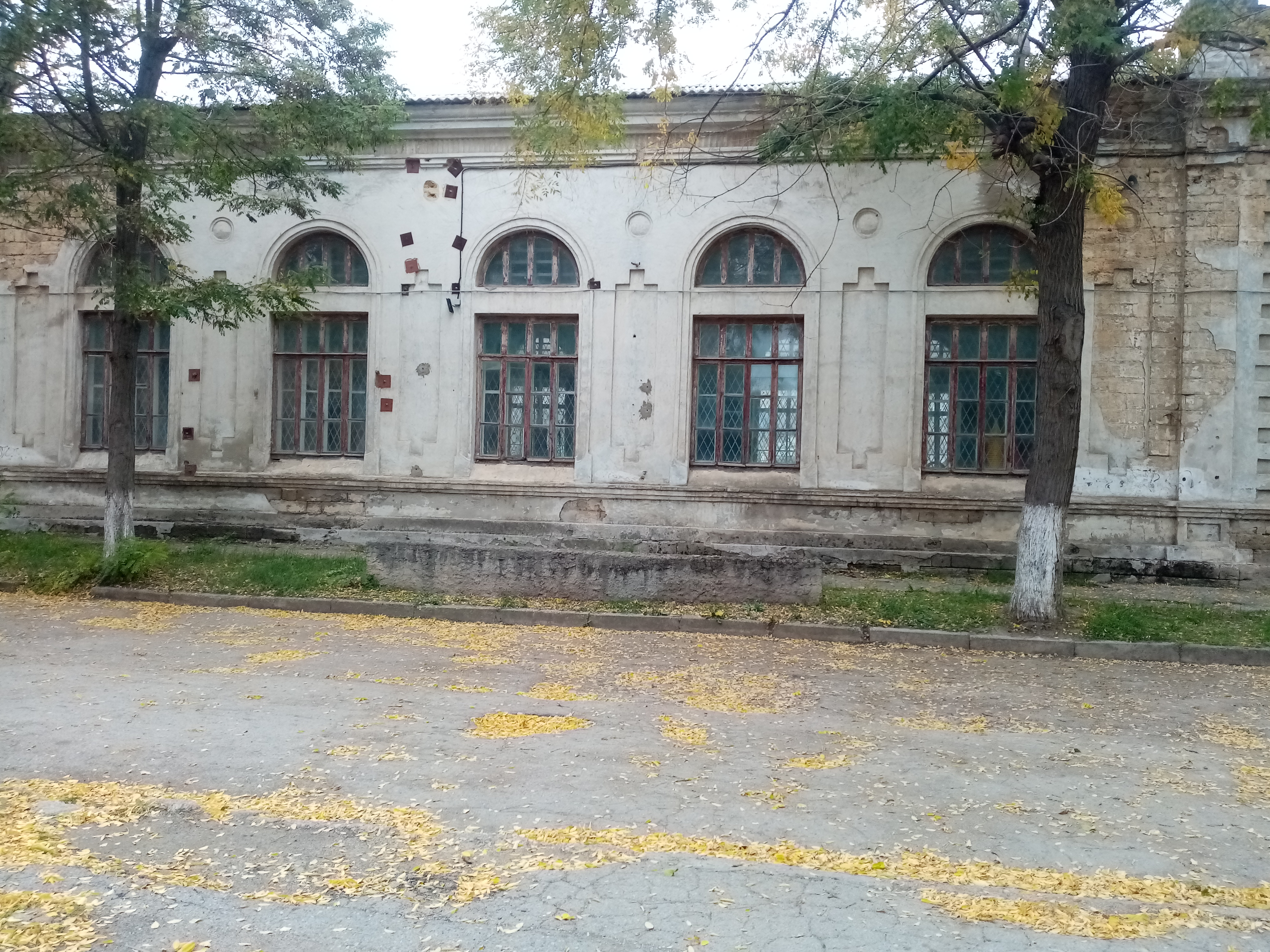
Актовый зал гимназии.
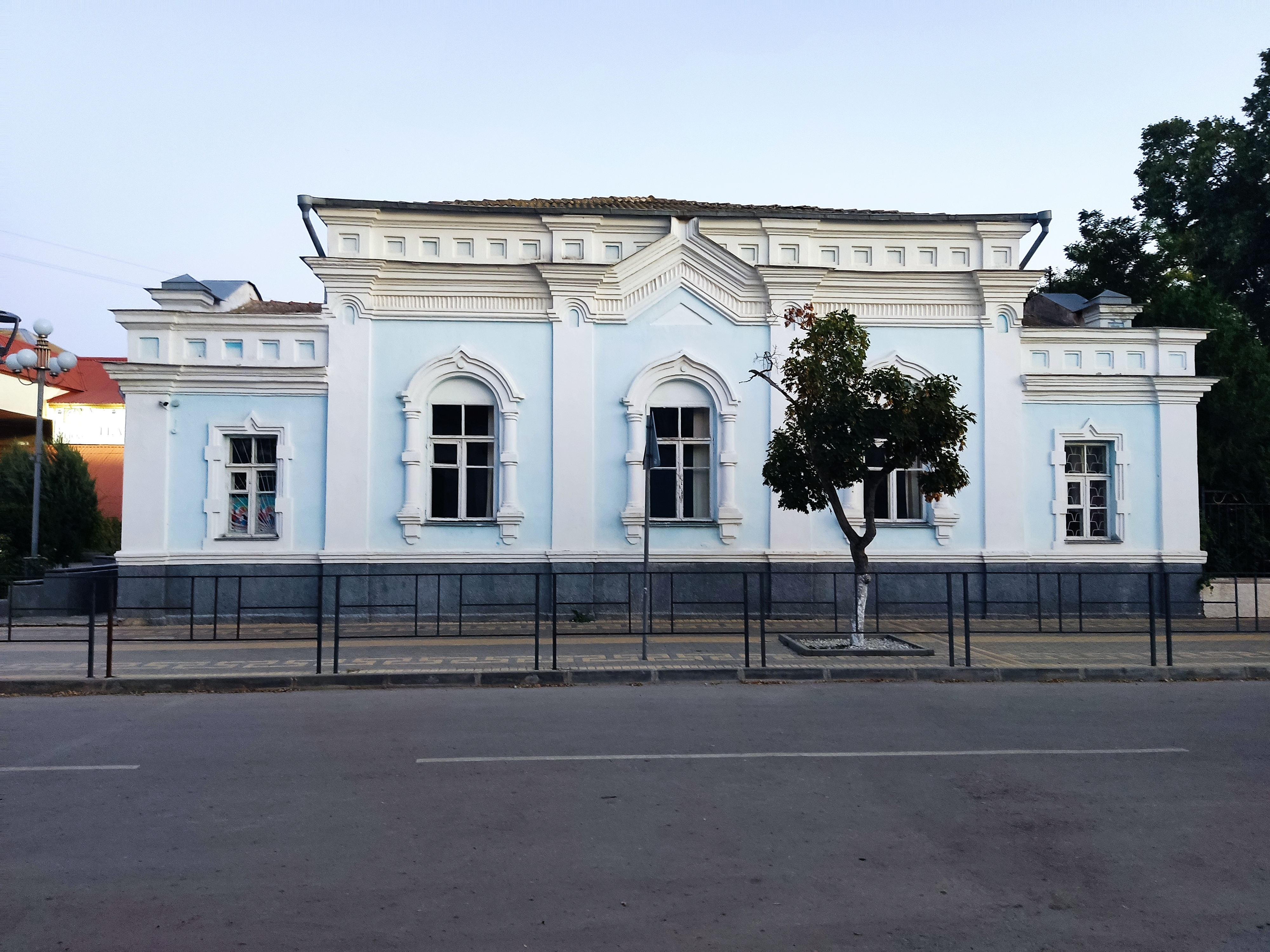
Евпаторийский ТЮЗ, бывшая церковь мужской гимназии

В 1907 году в доступных документах впервые встречается директор гимназии — Алексей Кузьмич Самко (известно, что он исполнял обязанности до революции 1917 года). На тот год в штате было 8 учителей и 4 помощника классных наставников.
В 1912 году педагогический совет гимназии, в связи с кампанией по празднованию 100-летия победы в войне 1812 года оформил прошение о присвоении гимназии имени  Александра I Благословенного. По неизвестное причине прошение удовлетворено не было. В тот год число учащихся достигало 400 человек. По нормам того времени имевшийся корпус уже не удовлетворял требованиям по размерам и на городском уровне обсуждался вопрос о строительстве второго здания (строительство так и не было начато).

## Храм
23 сентября 1899 года, по докладу городского головы, Евпаторийская городская дума приняла решение ходатайствовать об открытии для учащихся православной церкви при гимназии. Принятие ходатайства, несмотря на то, что только половина учащихся были детьми православного исповедания (и в думе также было достаточно представителей других конфессий) сопротивления собрания не вызвало.
Проект храма в неорусском стиле сделал архитектор А. Л. Генрих. По предоставленной им смете на постройку требовалось от 3280 до 3690 рублей, не считая стоимости росписи и иконостаса. 1 тысячу рублей на храм выделил почётный попечитель Эзра Дуван, будучи сам караимского вероисповедания. столько же пожертвовал гласный городской думы Порфирий Алексеевич Бендебери, остальную сумму погашали за счёт города. По непонятным причинам приступить к воплощению данного плана удалось не сразу. Соответствующий строительный комитет был создан городской думой только в 1903 году, 26 августа, ограничив при этом стоимость постройки суммой в 3 тысячи рублей. Однопрестольный храм, «длина 24 аршина, ширина 16 аршин», был достроен в 1904 году и освящён во имя равноапостольных Кирилла и Мефодия. По штату в домовой церкви полагался один священник — им стал 38-летний преподаватель закона божия мужской гимназии Василий Бощановский (по тогдашней школьной иерархии должность преподавателя Закона Божия была второй после должности директора гимназии). Настоятелями в храме служили сменяемые законоучители гимназии: после Бощановского — Алексей Юрьев, Василий Соколов, а уже при советской власти последним был выведенный за штат отец Сербинов. Старостами гимназической церкви были, вначале, П. А. Бендебери, а с марта 1912 года до самой революции — крестьянин Павел Евдокимович Шокарев.
Известно, что на 21 ноября 1921 года церковь была уже приходской. 31 января 1924 года решением президиума Крымского ЦИК помещение ликвидированной домовой церкви передали Кавказскому эскадрону 3-й дивизии для устройства красного уголка. Впоследствии здании гимназического храма устроили актовый зал школы № 1, в 1987 году в помещениях открылся детский театр «Золотой ключик».

## После революции
В 1920 году мужскую гимназию преобразовали в  школу №1 им. М. Горького. Имеется информация, что при советской власти первым директором учебного заведения был Иван Петрович Зеленев, работавший в евпаторийской мужской гимназии ещё до революции, но в списках преподавателей на 1917 год его нет.  В 1933 года директором школы, сменив  Зеленева, стала Антонина Степановна Булатова. В 1930-е годы отмечалось, что школа № 1 имела высшую успеваемость среди школ Евпатории. В апреле 1935 года Наркомпросом РСФСР школа была утверждена как образцовая и внесена в титульный список образцовых школ страны.
Во время Великой Отечественной войны, до захвата Евпатории немецкими войсками,  в школе располагался штаб 11-го истребительного авиаполка ВВС ЧФ. Известно, что  в период фашистской оккупации школа функционировала, как учебное заведение.
После  освобождении города приказом ГорОНО № 1 от 18 апреля 1944 года школа оккупационного периода была официально закрыта и вновь открыта школа № 1, уже как мужская в системе раздельного обучения. Приказом ГорОНО № 120 от 20 августа 1949 года  Антонина Степановна Булатова вновь назначена директором (и преподавателем истории) школы № 1, проработав до выхода на пенсию в январе 1957 года. В 1953 году в результате реорганизация школа № 1 стала № 3, в 1959 году школа получила статус спецшколы с преподаванием немецкого языка с первого класса. Известно, что в 1962 году школа насчитывала 777 учащихся. В 1977 году школы № 3 и № 10 были объединены в школу № 4 с углублённым изучением немецкого языка. В 1995 году решением исполнительного комитета Евпатории школа № 4 получила статус гимназии № 4 им. И. Сельвинского.

## Известные ученики и преподаватели
Из преподавателей наибольшую известность получил учитель математики, заслуженный учитель УССР, почётный гражданин Евпатории, Фёдор Александрович Бартенев — с честь него названа улица, на которой расположена гимназия. Самый знаменитый выпускник — поэт Илья Сельвинский, учившийся в 1915—1919 годах. Он использовал многие реальные факты и персонажей эпохи в романе "О юность моя!".
В годы гражданской войны Алиса Розенбаум, позднее получившая известность, как американская писательница Айн Рэнд, оканчивала среднюю школу, женскую гимназию, в Евпатории, куда её отец уехал из Петрограда, спасаясь от большевиков. Школу им. М. Горького окончил советский физик-теоретик, академик АН УССР, Герой Социалистического Труда, А. С. Давыдов. В 1930-е годы в школе учился будущий писатель Борис Балтер, широкую известность которому принесла в значительной степени автобиографическая повесть До свидания, мальчики
Существующая версия, что в 1905—1906 году, в тогда ещё женской гимназии, училась будущая поэтесса Анна Ахматова не соответствует действительности — в те годы семья Горенко жила в Евпатории только летом